# Batalha de Candaar (1880)
A Batalha de Candaar, ocorrida em 1 de setembro de 1880, foi o último grande combate da Segunda Guerra Anglo-Afegã. A batalha, ocorrida no sul do Afeganistão, foi travada entre as forças britânicas sob o comando do general Roberts e as forças afegãs lideradas por Maomé Aiube Cã. Terminou com uma vitória britânica decisiva, tendo infligido quase 3 000 baixas no total.